# Goryphus fasciatipennis
Goryphus fasciatipennis är en stekelart som först beskrevs av Szepligeti 1910.  Goryphus fasciatipennis ingår i släktet Goryphus och familjen brokparasitsteklar. Inga underarter finns listade i Catalogue of Life.